# Skaraborgs slott

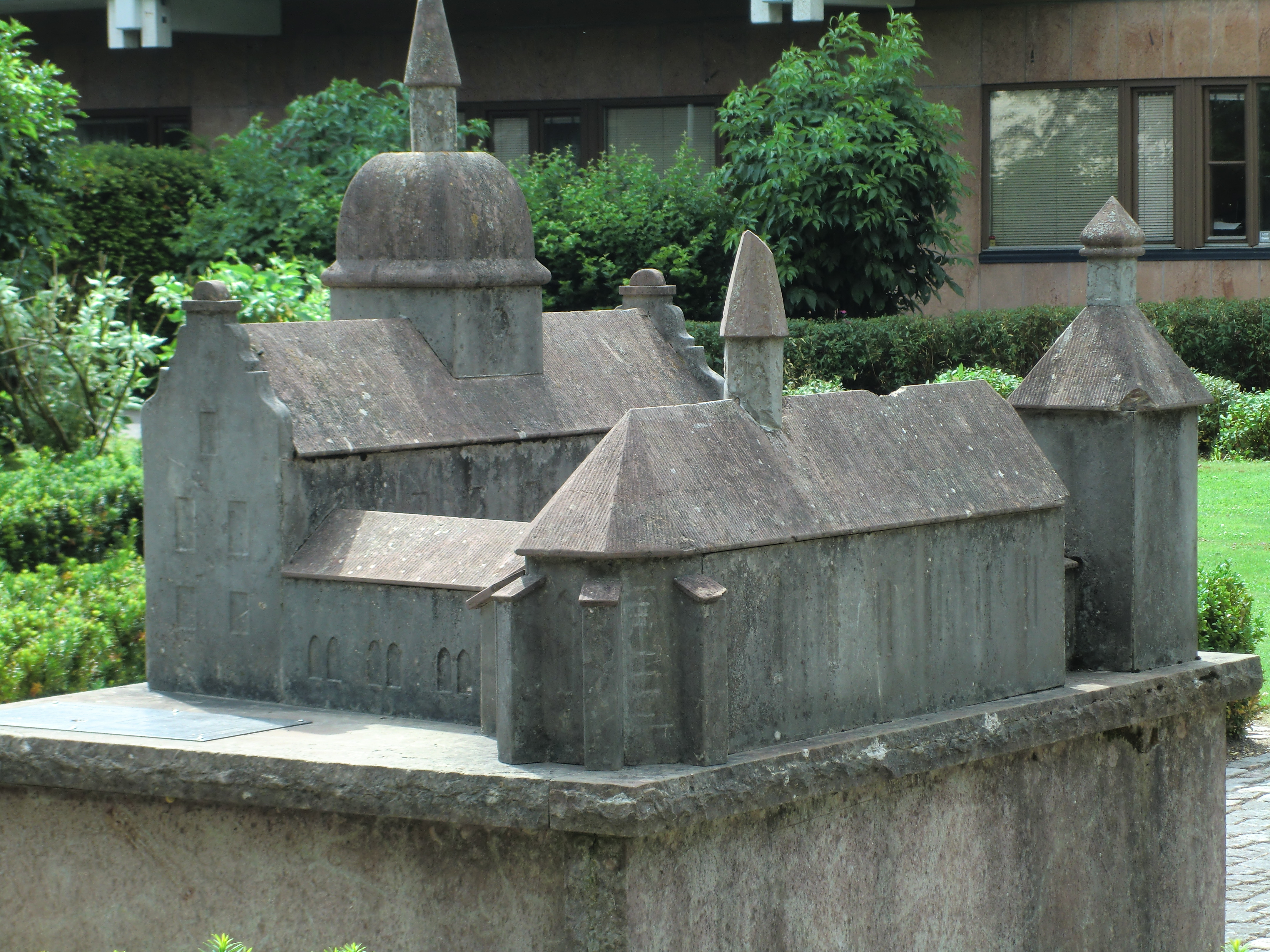
Stenmodell av Skaraborgs slott, belägen på platsen för slottet i nutida Skara.

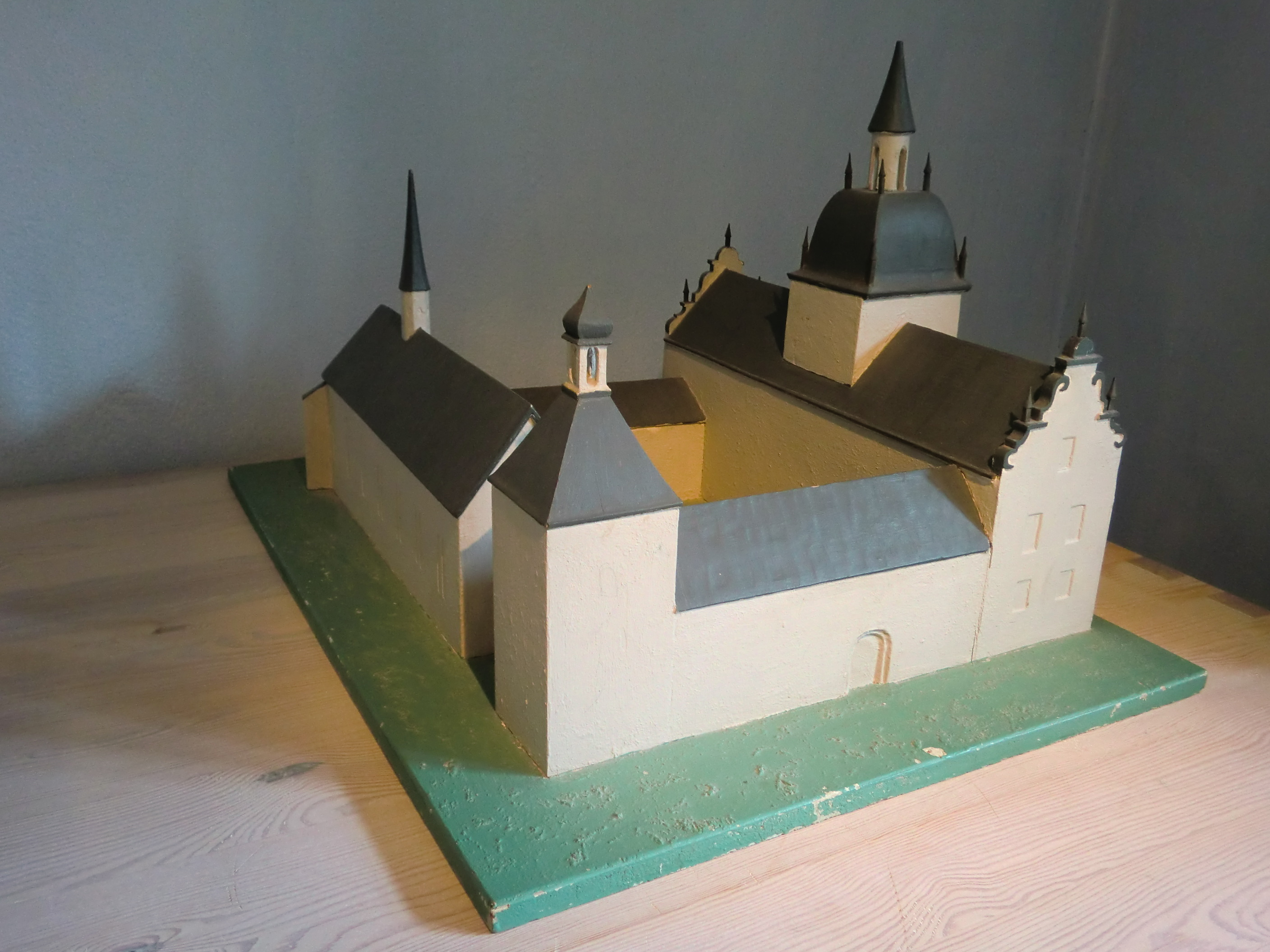
Modell av Skaraborgs slott på Västergötlands museum i Skara.

Skaraborgs slott var en slottsbyggnad (riksborg) söder om Skara centrum. Slottet låg strax söder om nuvarande Skaraborgsgatan, där det före detta posthuset ligger.

## Historik
Slottet byggdes av kung Johan III, och stod klart 1585.
Det skapades ur den byggnad som före reformationen utgjorde en del av dominikanerklostret Skara konvent. I slottet fungerade den forna klosterkyrkan som slottskyrka. Den omfattade hela norra längan av slottet och hade i öster ett tresidigt avslutat kor. I övrigt användes sten från klostret i bygget som var en fyrlängad byggnad kring en borggård.
Slottet gav namn åt Skaraborgs län vid Axel Oxenstiernas länsindelning med 1634 års regeringsform.
Skaraborgs slott brändes ner av danskarna 1612, men då det fanns beslut på att det skulle byggas upp bodde landshövdingen vid sitt tillträde 1634, då Skaraborgs län bildades, provisoriskt på Götala kungsgård, intill Skara. En viss tid bodde landshövdingen även på Höjentorp. År 1660 anvisades istället Marieholms kungsgård, i Mariestad. Då pengar saknades för återuppbyggnad av Skaraborgs slott, permanentades så småningom den provisoriska lösningen med landshövdingens residens i Mariestad, som var hem för landshövdingen fram till 1997, då Skaraborgs län upphörde att existera.

## Övrigt
Söder om det före detta järnvägsområdet i Skara ligger vallarna av den medeltida borgen Gälakvist (också modernt skrivet som Gällkvist). Det skall inte förväxlas med Skaraborgs slott.